# 携帯局
携帯局（けいたいきょく）は、無線局の種別の一つである。携帯電話とは関係無い。

## 定義
総務省令電波法施行規則第4条第1項第13号に「陸上、海上若しくは上空の一若しくは二以上にわたり携帯して移動中又はその特定しない地点に停止中運用する無線局（船上通信局及び陸上移動局を除く。）」と定義している。 
ここでいう「陸上」とは、第3条第1項第5号により「河川、湖沼その他これらに準ずる水域を含む」ものである。
また、第3条第1項第8号の2には、携帯移動業務を「携帯局と携帯基地局との間又は携帯局相互間の無線通信業務」と定義している。

## 開設の基準
総務省令無線局（基幹放送局を除く。）の開設の根本的基準（以下、根本基準と略す。）第6条の3による。
1 その局は、以下に掲げる条件のいずれかに該当するものであること。
(1) 地上若しくは海上又はそれらの上空のいずれかの二つ以上の区域にわたり、随時移動して運用することを目的とするものであり、且つ、当該船舶又は航空機の航行の安全を目的としないものであること。
(2) 一つの船舶又は航空機において運用するものでなく、船舶相互間又は航空機相互間においてのみ随時移動して運用するものであり、且つ、当該船舶又は航空機の航行の安全を目的としないものであること。
(3) 船舶以外の移動体であつて海上を航行又は浮遊するもの、又は航空機以外の移動体であつて上空を航行又は飛翔するものにおいて運用するものであること。
2 その局の移動範囲は、海上において運用する場合は日本周辺の海域、上空において運用する場合は日本領土及び日本周辺の海域の上空に限るものであること。
3 その局の無線設備は、別に法令に規定があるものの外、次の条件に適合するものであること。
(1) 容易に持運びできるものであること。
(2) 航空機に搭載するものについては、その空中線電力は、54MHzを超え68MHz以下の周波数又は142MHzを超え162.0375MHz以下の周波数（国際電気通信憲章に規定する無線通信規則付録第S18号の表に掲げるものを除く。）の電波を使用するものにあつては1W以下、その他の周波数の電波を使用するものにあつては5W以下であること。
4 通信の相手方及び通信事項は、その局の免許を受けようとする者の事業又は業務の遂行上必要であつて、最小限のものであること。
5 その局は、免許人以外の者の使用に供するものでないこと。
6 その局を開設する目的及び通信事項が法令に違反せず、且つ、公共の福祉を害しないものであること。
7 その局を開設することが既設の無線局等の運用又は電波の監視に支障を与えないこと。
引用の促音の表記は原文ママ

## 概要
名称から一般的なトランシーバーまたは携帯電話と思われるが、海事又は航空関係者にしか免許されない船舶又は航空機に持ち込んで使用する無線機を、次いでヘリコプターからの空撮画像を伝送する送信機を対象としてきた。
無人移動体画像伝送システムの制度化以降は産業用のドローンと通称される無人航空機に関するものも対象となる。
移動局の一種でもある。
実務的には、まず船舶・航空機に随意に持ち込んで使用する無線機が対象とされた。
定義に見るようにもっぱら陸上で使用する無線機は陸上移動局として免許されるからである。但し、陸上移動局の海上使用については、携帯電話事業者、MCA無線事業者には沿岸の海域までを範囲とみなすなど、用途により規制緩和している。
使用できるのは日本国内に限定され、通信の相手方は原則として事業者の他の携帯局又は携帯基地局、通信内容も事業者内の用途に限られ、船舶局・航空機局の代用になるものではなく、海上・航空交通管制などの海上・航空安全にかかわる通信には使えない。
その為、船舶・航空機との通信が業務上で随時に必要な事業者に免許されてきた。
例えば、船舶・航空機の製造・修理業者、内航海運業者、ヘリコプターを有する警察・消防官署や新聞社・放送事業者・電力会社、海事・航空に関わる学校・研究機関、スカイスポーツ団体などである。
廃止されたマリネットホンの端末も携帯局であった。
空撮画像の伝送や無人移動体の操縦など単向通信

と呼ばれる一方的な送信にも用いられる。
FPUをヘリコプターに搭載したヘリテレシステムでは、送信機が随意に持ち込まれるのではなく機体に固定され、もっぱら上空のみで使用されるが、国内の事業者内の通信に限られ一般に航空無線と呼ばれるものにあたらず、航空機局ではなく携帯局としてヘリコプターを有する官公庁や放送事業者など航空関係者に免許されてきた。
無人航空機によるものは産業用ラジコンとして操縦用・画像伝送用とも免許不要局によるものが主で、ラジコンヘリコプターからの近距離映像伝送用に割り当てられた周波数1波

が携帯局として航空関係者に限らず免許されてきたが、送信機が適合表示無線設備とされなかったこともあり普及しなかった。
無人移動体画像伝送システムの制度化により、産業用ドローンの操縦用・画像伝送用送信機は携帯局として広く普及を図ることとなった。
- 車載FPU、産業用ロボットなどもっぱら陸上で使用される送信機は陸上移動局として免許される。

## 免許・登録
外国籍の者に免許は原則として与えられないことは電波法第5条第1項に定められているが、第2項に例外が列挙され
- 第8号　電気通信業務を行うことを目的として開設する無線局

が規定されているので、外国籍の者にも免許されることがある。
RZSSB方式及び狭帯域デジタル通信方式の携帯局は、特定無線局として包括免許される。
包括免許以外でも、ほとんどの場合、特定無線設備の技術基準適合証明等に関する規則により認証された適合表示無線設備を使用することとなるので簡易な免許手続の規定が適用され、予備免許や落成検査が省略されて免許される。
- 特定無線設備が制度化される以前は、無線機器型式検定規則による検定に合格した「検定合格機器」によるものが、簡易な免許手続の対象とされていた。

空中線電力10mWを超える5GHz帯無線アクセスシステムの携帯局は、登録局である。
種別コードはMP。
有効期間は免許・登録の日から5年。但し、包括免許以外の免許・登録については当初に限り有効期限は4年をこえて5年以内の5月31日

となる。
- 自衛隊の移動体の（車両に搭載する、又は携帯する）無線機については、自衛隊法第112条第1項により免許・登録を要しない。

### 用途
局数の推移に見るように、その他国家行政用（警察用、海上保安用を含む。）、放送用が多数を占める。
続く一般業務用には、近距離映像伝送用と無人移動体画像伝送システムが含まれる。
前述の用途以外にも消防用、水防水利道路用等の様々な用途があるが、いずれにもあてはめられない場合にこの用途に分類される。

### 局数
包括免許の無線局免許状に記載される指定局数とは開設可能な局数の上限であり、すべてが稼動しているとは限らない。
また、無線局登録状に局数は記載されない。
- 自衛隊の移動体に搭載する又は携帯する無線機については、自衛隊法第112条第1項により免許を要しないので無線局数の統計に含まれない。

### 通信の相手方
電波法第52条の目的外使用として同条第6号の「その他総務省令で定める通信」を受けた電波法行規則第37条に規定するもの（官公庁およびこれに準ずる団体にしか認められないもの、同一免許人所属の陸上移動局や基地局など携帯移動業務以外の無線局との通信などに限定される。）を除き、免許人所属の携帯局又は携帯基地局（異免許人間通信を同意した他の免許人所属の携帯局又は携帯基地局を含む。）に限られる。
上述のように、携帯移動業務の無線局は原則として同一免許人内の通信に利用するものであることによる。

### 旧技術基準の機器の使用
無線設備規則のスプリアス発射等の強度の許容値に関する技術基準改正

により、旧技術基準に基づく無線設備が免許されるのは「平成29年11月30日」まで
、
使用は「平成34年11月30日」まで

とされた。
対象となるのは、
- 「平成17年11月30日」[7]までに製造された機器、型式検定に合格した検定合格機器[8]または認証された適合表示無線設備[9]
- 経過措置として、旧技術基準により「平成19年11月30日」までに製造された機器[10]、型式検定に合格した検定合格機器[11]または認証された適合表示無線設備[12]

である。
新規免許は「平成29年12月1日」以降はできないが、使用期限はコロナ禍により「当分の間」延期された。
但し、検定合格機器は設置が継続される限り検定合格の効力は有効とされるので、新たに使用期限が設定されても設置し続ける限り使用可能で再免許も可能。
詳細は無線局#旧技術基準の機器の使用を参照。

## 運用
無線局運用規則第4章 固定業務、陸上移動業務及び携帯移動業務の無線局、簡易無線局並びに非常局の運用による。

## 操作
携帯局は、政令電波法施行令第3条第2項第8号に規定する陸上の無線局であり、必要となる無線従事者は陸上系のもので、原則として第三級陸上特殊無線技士以上を必要とする。
- 船舶上又は航空機上にあっても海上系又は航空系の無線従事者では操作できない。船舶又は航空機に施設した無線局ではないからである。

例外を規定する電波法施行規則第33条の無線従事者を要しない「簡易な操作」から携帯局に係わるものを抜粋する。
- 第2号　特定無線局の無線設備の通信操作及び当該無線設備の外部の転換装置で電波の質に影響を及ぼさないものの技術操作
  - RZSSB方式及び狭帯域デジタル通信方式が該当する。この場合は、制御局たる携帯基地局の中継により通信が行なわれる。
- 第4号(2)　特定無線局以外の携帯局の無線設備の通信操作
- 第7号(3)　特定無線局以外の携帯局の無線設備の外部の転換装置で電波の質に影響を及ぼさないものの技術操作で他の無線局の無線従事者に管理されるもの
- 第8号　その他に別に告示するもの
  - これに基づく告示[16]にあるプレストーク方式による無線電話の送受切替装置の技術操作

上記の通り、特定無線局では第2号により無線従事者を要しない。
特定無線局以外では、無線局免許状の通信の相手方に携帯基地局があれば、つまり統制下にあれば、第4号(2)および第7号(3)により無線従事者を要しないが、スカイスポーツのように携帯局のみの場合は、いずれか一つの局に無線従事者が必要となる。
一人でラジコンヘリやドローン等を操作する近距離映像伝送や無人移動体画像伝送システムも無線従事者を要する。
- 自衛隊の移動体の無線機については、自衛隊法第112条第1項により無線従事者を要しない。

## 検査
- 落成検査は、上述の通り特定無線局は包括免許されるため、適合表示無線設備は簡易な免許手続が適用されるため省略される。これ以外でも、一部を除き登録検査等事業者等による点検ができるので、この結果に基づき一部省略される。
- 定期検査は、電波法施行規則第41条の2の6第12号により行われない。
- 変更検査は、落成検査と同様である。
- 自衛隊の移動体の無線機については、自衛隊法第112条第1項により検査が除外される。

## 沿革
1950年（昭和25年）- 電波法施行規則制定時には、携帯局という種別は定義されておらず相当する無線機は移動局として、相手方となる携帯基地局に相当する無線局は陸上局として免許、免許の有効期間は5年
- 但し、当初の免許の有効期限は電波法施行の日から2年6ヶ月後（昭和27年11月30日）まで[18]

1952年（昭和27年）- 11月30日に最初の再免許
- 以後、5年毎の11月30日に満了するように免許された。

1958年（昭和33年）-電波法施行規則に「船舶、航空機、陸上の移動体その他の移動体に持ち運んで運用する無線局であつて、移動中又は特定しない地点に停止中運用する無線局」と定義、また携帯基地局、携帯移動業務についても定義、免許の有効期間は3年、運用開始の届出および免許の公示を要しない無線局に

引用の促音の表記は原文ママ
- 無線局（放送局を除く。）の開設の根本的基準（現 根本基準）にも携帯局に関する条文が追加[20]
- 従前の移動局は携帯局とみなされ、免許の有効期間は残存期間のまま[21]
  - 陸上の移動体すなわち自動車や鉄道車両に持ち運んで運用する無線機でも携帯局であるとされた。
  - 以後、3年毎の11月30日に満了するように免許された。

1960年（昭和35年）- 一部の携帯局は無線業務日誌の備付けが不要に

- 以後、不要となる局の範囲は拡大した。

1961年（昭和36年）- 「陸上、海上又は上空の一若しくは二以上にわたり携帯して移動中又はその特定しない地点に停止中運用する無線局（陸上移動局を除く。）」と定義変更
- 現行の定義に近いものとなったが、陸上移動局を除くとしたことで事実上、船舶又は航空機に無線機を持ち運んで運用する事業者でなければ免許されないこととなった。

1970年（昭和45年）- 携帯局は無線局免許証票を備え付けることに

1971年（昭和46年）- 免許の有効期間が5年に

- 以後、5年毎の11月30日に満了するように免許された。

1976年（昭和51年）- 定義が現行のものに

1993年（平成5年）
- 電波利用料制度化、電波法別表第6第1項の「移動する無線局」が適用[27]
- 電気通信業務用および公共業務用以外の携帯局は無線業務日誌の備付けが不要に[28]

1994年（平成6年）　
- 外国籍の者が電気通信業務用以外の携帯局を開設できることに[29]
- 携帯移動業務の無線局は、毎年一定の告示[30]で定める日が免許の有効期限に[31]
  - 以後、免許の有効期限は免許の日から4年を超えて5年以内の5月31日までとなる。
- 電気通信事業用携帯局の無線局免許証票の備付けが廃止[32]

1997年（平成9年）- 携帯局は定期検査を要しないものに

1998年（平成10年）- 外国籍の者が電気通信事業用携帯局を開設できることに

1999年（平成11年）
- RZSSB方式及び狭帯域デジタル通信方式の携帯局は特定無線局に[35]
  - 特定無線局は免許の有効期間が免許の日から5年間、無線局免許証票の備付けを要しない。

2007年（平成19年）- 近距離映像伝送用周波数が割り当て

2009年（平成21年）- 携帯局は全て無線業務日誌の備付けが不要に

2012年（平成24年）- 空中線電力10mW以下の5GHz帯無線アクセスシステムの携帯局は小電力無線局となり免許不要に、10mWを超える局は登録局に

2016年（平成28年）- 無人移動体画像伝送システムが制度化

2018年（平成30年）- 無線局免許状は常置場所に備え付けるものとされ、無線局免許証票の備付けは廃止

| 年度 | 総数    | その他国家行政 | 放送   | 一般業務 | 出典                 | 出典                           |
| --- | ------- | -------------- | ------ | -------- | -------------------- | ------------------------------ |
| 平成11年度末 | 33,481  | 8,567          | 7,951  | -        | 地域・局種別無線局数 | 平成11年度第4四半期末          |
| 平成12年度末 | 33,339  | 9,065          | 8,213  | -        | 地域・局種別無線局数 | 平成12年度第4四半期末          |
| 平成13年度末 | 34,048  | 9,152          | 9,020  | -        | 用途別無線局数       | H13 用途・業務・免許人・局種別 |
| 平成14年度末 | 35,277  | 9,775          | 9,801  | -        | 用途別無線局数       | H14 用途・局種別無線局数       |
| 平成15年度末 | 38,288  | 12,315         | 10,026 | -        | 用途別無線局数       | H15 用途・局種別無線局数       |
| 平成16年度末 | 40,562  | 14,877         | 10,350 | -        | 用途別無線局数       | H16 用途・局種別無線局数       |
| 平成17年度末 | 41,456  | 16,156         | 10,714 | -        | 用途別無線局数       | H17 用途・局種別無線局数       |
| 平成18年度末 | 43,893  | 16,908         | 12,580 | -        | 用途別無線局数       | H18 用途・局種別無線局数       |
| 平成19年度末 | 44,711  | 17,163         | 12,862 | -        | 用途別無線局数       | H19 用途・局種別無線局数       |
| 平成20年度末 | 46,677  | 18,901         | 13,098 | -        | 用途別無線局数       | H20 用途・局種別無線局数       |
| 平成21年度末 | 47,824  | 20,054         | 12,961 | -        | 用途別無線局数       | H21 用途・局種別無線局数       |
| 平成22年度末 | 47,060  | 19,405         | 12,919 | -        | 用途別無線局数       | H22 用途・局種別無線局数       |
| 平成23年度末 | 48,484  | 21,018         | 13,104 | -        | 用途別無線局数       | H23 用途・局種別無線局数       |
| 平成24年度末 | 56,383  | 27,740         | 13,900 | -        | 用途別無線局数       | H24 用途・局種別無線局数       |
| 平成25年度末 | 88,270  | 58,887         | 14,849 | -        | 用途別無線局数       | H25 用途・局種別無線局数       |
| 平成26年度末 | 87,935  | 58,522         | 14,464 | 1,507    | 用途別無線局数       | H26 用途・局種別無線局数       |
| 平成27年度末 | 135,557 | 105,944        | 14,333 | 1,606    | 用途別無線局数       | H27 用途・局種別無線局数       |
| 平成28年度末 | 81,013  | 54,845         | 12,815 | 1,636    | 用途別無線局数       | H28 用途・局種別無線局数       |
| 平成29年度末 | 81,315  | 54,785         | 12,835 | 1,828    | 用途別無線局数       | H29 用途・局種別無線局数       |
| 平成30年度末 | 133,041 | 106,624        | 12,847 | 1,953    | 用途別無線局数       | H30 用途・局種別無線局数       |
| 令和元年度末 | 176,851 | 150,130        | 12,792 | 2,272    | 用途別無線局数       | R01 用途・局種別無線局数       |
| 令和2年度末 | 191,682 | 164,557        | 12,617 | 2,738    | 用途別無線局数       | R02 用途・局種別無線局数       |
| 令和3年度末 | 96,788  | 71,083         | 12,199 | 2,968    | 用途別無線局数       | R03 用途・局種別無線局数       |
| 令和4年度末 | 136,647 | 111,100        | 12,054 | 3,276    | 用途別無線局数       | R04 用途・局種別無線局数       |
| 令和5年度末 | 149,397 | 123,798        | 11,966 | 3,497    | 用途別無線局数       | R05 用途・局種別無線局数       |
| 注 - 平成24年度より免許局と登録局が合算される。 - 「一般業務」が用途の分類に追加されたのは平成26年度より。 - 特定無線局として免許された事例は無い。免許された場合は開設局数が計上される。 |         |                |        |          |                      |                                |

## その他
上述のように携帯電話とは無関係である。携帯電話端末は陸上移動局である。